# Intravarianz
Die Intravarianz (von lateinisch intra, „innerhalb“ und variantia für „Verschiedenheit“) bzw. Streuung (Varianz) innerhalb der Klassen ist ein Maß dafür, wie sehr sich die Objekte innerhalb einer Klasse unterscheiden. Je geringer die Intravarianz, desto ähnlicher sind sich die Objekte.
Die Intravarianz ist zusammen mit der Intervarianz besonders in der Klassifizierung von Bedeutung, wo Objekte in Klassen eingeordnet werden. Dort gilt die Richtlinie: Je geringer die Intravarianz und je höher die Intervarianz, desto leichter fällt die Klassifizierung.

## Formale Darstellung
Sei {\displaystyle M} ein beliebiger Merkmalsraum, der die {\displaystyle c} Klassen {\displaystyle C_{1},\ldots ,C_{c}\subseteq M} umfasst. Es gibt zwei Möglichkeiten, die Intravarianz anzugeben, je nachdem ob die Mittelwerte {\displaystyle \mu _{i}} oder die A-priori-Wahrscheinlichkeiten {\displaystyle P_{i}} und Kovarianzmatrizen {\displaystyle \Sigma _{i}} der Klassen (jeweils {\displaystyle i=1,\ldots ,c}) bekannt sind:
{\displaystyle S_{W}:=\sum _{i=1}^{c}\sum _{x\in C_{i}}(x-\mu ^{i})(x-\mu ^{i})^{T}=\sum _{i=1}^{c}P_{i}\Sigma _{i}}
Falls {\displaystyle M} {\displaystyle d} Dimensionen hat, so ist {\displaystyle S_{W}} eine quadratische Matrix mit {\displaystyle d} Zeilen und {\displaystyle d} Spalten. Da Kovarianzmatrizen stets symmetrisch sind, ist aufgrund der zweiten Form auch die Intravarianz eine symmetrische Matrix.